# Корейский кризис (2013)
Корейский кризис, также известен как Корейский ракетный кризис — непрерывный ряд событий роста напряжённости в отношениях между КНДР, Южной Кореей, Соединёнными Штатами и Японией, которые начались после запуска КНДР спутника Кванмёнсон-3 12 декабря 2012 года и проведения ядерного испытания 12 февраля 2013 года.
Кризис характеризуется чрезвычайной эскалацией риторики режима Ким Чен Ына, нового правителя КНДР.

## Предпосылки

### Запуск Кванмёнсон-3
12 декабря 2012 года в честь 100-летия со дня рождения Ким Ир Сена, КНДР запустила искусственный спутник Кванмёнсон-3.
После запуска разразился скандал, потому что по просьбе США Совет Безопасности ООН утвердил новые санкции против страны с утверждением, что под видом запуска спутника на самом деле проводилось испытание баллистической ракеты. Запуск удивил многих; разные мировые СМИ, включая Китая, России и Японии сообщили, что КНДР вступила в ряды стран, способных производить и запускать космические спутники. Североамериканское аэрокосмическое оборонное командование сообщило, что оба спутника и космический мусор «не привели к факторам, угрожающим безопасности Соединённых Штатов».
Правительство КНДР сообщило, что запуск имел цель только вывести спутник на орбиту. 22 января правительство приступило к его регистрированию ООН, заявив, что это спутник наблюдения предназначен для мониторинга сельскохозяйственных культур, лесных ресурсов и стихийных бедствий с периодом обращения 95 минут 25 секунд.
Тем не менее, большинство стран мира осудили данные действия. Ко всему этому, США, Япония и Южная Корея заявили, что это была военная месть за войну, с целью провоцирования политических оппонентов.
14 декабря 2012 года в Пхеньяне прошёл массовый митинг на площади им. Ким Ир Сена по поводу запуска спутника.

### Санкции Совета Безопасности ООН
После запуска, по просьбе Японии, США и Южной Кореи, Совет Безопасности ООН провёл заседание, чтобы обсудить данные события и в результате опубликовал заявление, в котором 15 членов совета посчитали запуск спутника испытанием баллистической ракеты.
Наконец, 22 января 2013 года было принято решение ввести санкции против КНДР за запуск спутника. КНДР осудила санкции Совета Безопасности, считая, что они были введены под давлением Соединённых Штатов для нарушения экономического и технологического развития страны, а также заявив, что для запуска спутников используется такая же технология, которая используется для баллистических ракет.

### Ответ КНДР
После введения санкций СБ ООН, 23 января правительство КНДР объявило о продолжении ракетных испытаний. Кроме того, КНДР непосредственно пригрозила США, что может запустить ракеты дальнего действия против этой страны.
Мы не скрываем, что мы будем запускать серию спутников и ракет дальнего радиуса действия и проводить ядерные испытания в новом, более высокого уровня, этапе борьбы против Соединенных Штатов, заклятого врага корейского народа.Государственный комитет обороны КНДР
Правительство КНДР обвинило США и Организацию Объединённых Наций в «беспрецедентном выступлении против Севера» с новыми санкциями и препятствованием усилиям Пхеньяна развивать экономику.

## Хронология событий

### Январь 2013 года
1 января
Ким Чен Ын в новогоднем обращении к народу призвал улучшить отношения с Южной Кореей.
24 января
В ответ на принятие резолюции Советом Безопасности ООН, который осудил их последний успешный запуск ракеты и ввода более жёстких санкций КНДР объявила о своих намерениях атаковать Соединенные Штаты с использованием ракетно-ядерного оружия. В заявлении она объявила США «заклятым врагом корейского народа».

### Февраль
12 февраля
КНДР провела испытания ядерного оружия, которое было осуждено на международном уровне.
15 февраля
КНДР проинформировала Китай, что проведёт одно или два испытания ядерного оружия в этом году.

### Март
7 марта

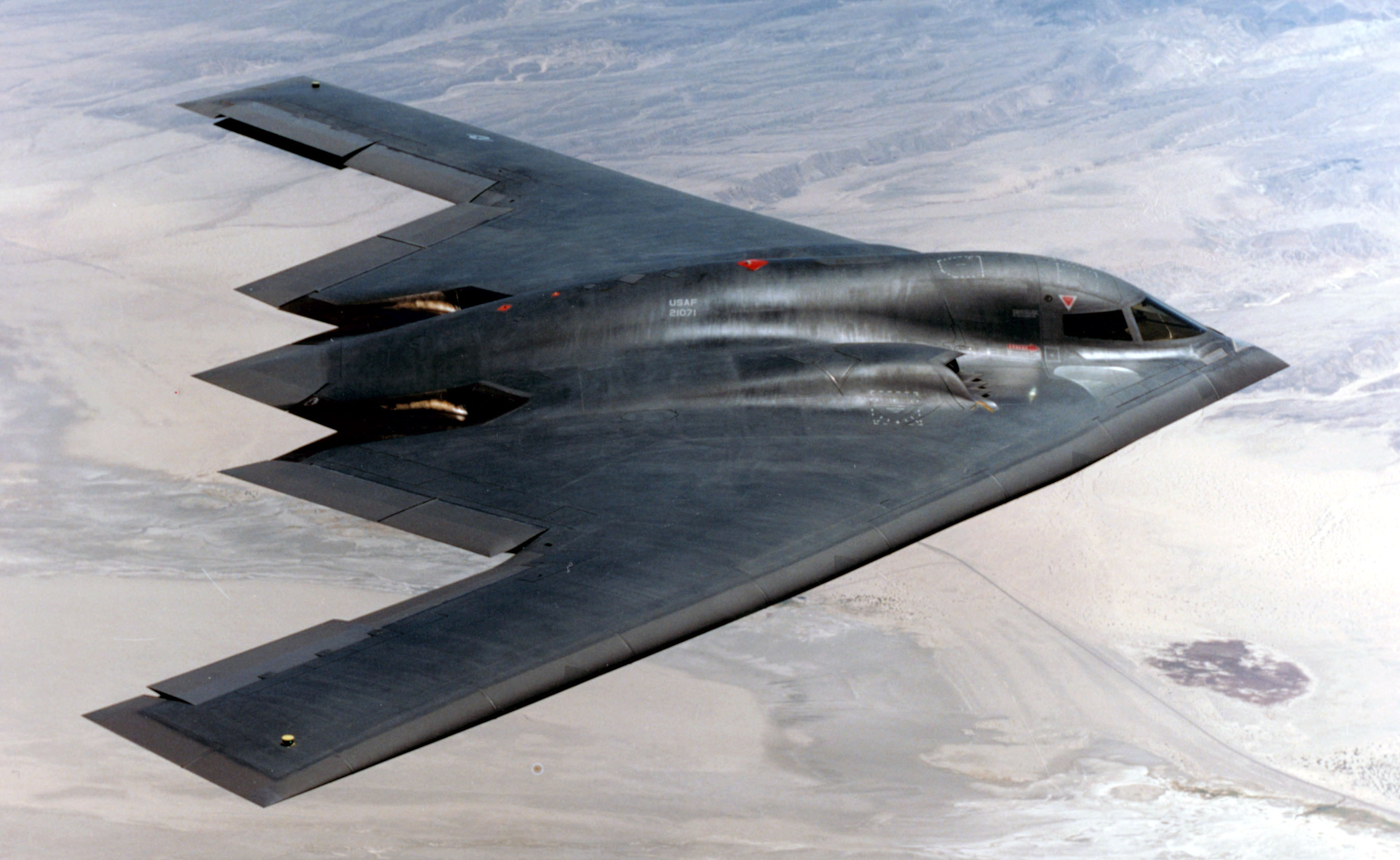
В ответ на полёт над Корейским полуостровом 28 марта двух стелс-бомбардировщиков B-2, способных нести ядерные боезаряды, Северная Корея пригрозила США своей готовностью к запуску ракет.

- В преддверии начала совместных военных учений Южной Кореи и США КНДР пригрозила разорвать соглашение о перемирии, заявив, что учения угрожают безопасности КНДР и что США не желают вести переговоры о мирном договоре[14].
- Южнокорейская газета «Чунан Ильбо» сообщила, что корабли ВМС США, оснащённые ядерным оружием, участвуют в учениях[15].
- Пентагон публично объявил, что бомбардировщики B-52 из авиабазы «Андерсен» пролетали над Южной Кореей, тем самым демонстрируя наличие «ядерного зонтика»[16].

8 марта
- Правительство КНДР объявило, что выходит из всех пактов о ненападении с Южной Кореей в ответ на принятую резолюцию ООН 2094[17][18][19].
- Также правительство КНДР заявило о закрытии совместного пересечения границы с Южной Кореей и отключении линии экстренной связи с Югом[17][18][19].

11 марта
США и Южная Корея начали военные учения на фоне высокой напряжённости. Пхеньян решительно осудил эти учения.
13 марта
КНДР подтвердила окончание действия перемирия 1953 года и объявила о разрыве декларации 1991 года о ненападении между Северной и Южной Кореей.
16 марта
- Министр обороны США Чак Хейгел объявил, что Форт-Грили на Аляске, возможно, придётся открыть для защиты Соединённых Штатов от потенциальной угрозы со стороны Ирана и КНДР[22].
- США намереваются добавить ещё 14 ракет-перехватчиков, одних из ключевых компонентов наземной системы противоракетной обороны в Форт-Грили на Аляске, повысив тем самым общее количество ракет с 30 до запланированных администрацией Буша 44. В настоящее время 30 ракет размещены на двух площадках в США, четыре на авиабазе Ванденберг в Калифорнии и 26 в Форт-Грили на Аляске[23][24].

20 марта
Произошла кибератака против Южной Кореи, которая усилила напряжение в регионе.
27 марта
Публично объявлена КНДР информация о разрыве линии горячей связи между Пхеньяном и Сеулом, последнего оставшегося канала связи между двумя странами. В тот же день линия была отрезана. По данным Центрального телеграфного агентства Кореи, старший северокорейский военный чиновник заявил: «В ситуации, когда война может вспыхнуть в любой момент, нет необходимости в дальнейшем содержать канал военной связи».
26 марта
- США снова направил бомбардировщики Б-52 с Гуама на пролёт территории Южной Кореи в рамках учений «Фоул Игл». Эти полёты были, по данным источника в министерстве обороны США, предназначены для демонстрации возможностей Америки в поддержании «постоянного присутствия бомбардировщика» в регионе[27].
- Япония развернула 3 эсминца японских морских сил самообороны (JMSDF), оснащённых системой противоракетной обороны. По данным японских СМИ, 2 эсминца выйдут из военно-морской базы Сасебо, которую Япония делит с американскими военными в префектуре Нагасаки, и направятся в Восточно-Китайское море. Один из этих кораблей из Сасебо подтверждается как JDS Chokai (DDG-176). Третий эсминец развёрнут с Майдзуру, префектура Киото, и направится в Японское море. Эти корабли могут быть либо класса Конго или класса Атаго. Все 3 суда оснащены RIM-161 Standard Missile 3 (SM-3) Block IA, ракетой, разработанной совместно с США. Япония также перевезла зенитные комплексы Patriot PAC-3 на Окинаву для возможного перехвата северокорейской ракеты, если она пролетит над японской территорией или территориальными водами[28].

28 марта
Два бомбардировщика ВВС США B-2A Spirit Stealth совершили вылет туда и обратно от авиабазы Вайтмен (штат Миссури) к Корейскому полуострову[где?], где они выгрузили[уточнить] холостые боеприпасы. Беспрерывный полёт с дозаправкой топлива Пентагон назвал наглядной демонстрацией «способности США вести действия на длительной дистанции и наносить удары быстро и решительно». Также совершили полёт семь бомбардировщиков B-1B Lancer с авиабазы «Андерсен» на Гуаме.
30 марта
- СМИ КНДР сообщили, что правительство КНДР заявило об объявлении «состояния войны» с Южной Кореей. В заявлении обещалось «нанесение ответного удара» против «любого провокационного акта».
- Ким Чен Ын заявил, что северокорейские ракеты готовы к обстрелу американских баз в Тихом океане в ответ на полёт над Корейским полуостровом двух бомбардировщиков B-2.
- США предупредили КНДР о том, что эскалация военного противостояния приведёт к дальнейшей изоляции. Пентагон заявил: «США полностью способны защитить себя и своих союзников от северокорейских ракетных атак. Мы твёрдо привержены идее защиты Южной Кореи и Японии»[31][32][30].

31 марта
Два истребителя F-22A Raptor были передислоцированы на авиабазу Осан, основную базу ВВС США в Южной Корее, с авиабазы Кадена на Окинаве, Япония.

### Апрель
2 апреля

Приблизительная максимальная дальность северокорейских ракет

- Профессиональный ИТ-интернет-журнал BGR выпустил статью о том, что хакерская группа Anonymous начала операцию «Северная Корея». Они требуют «ухода Ким Чен Ына в отставку», «установить свободную демократию», «отказаться от своих ядерных амбиций», «предоставить свободу доступа в Интернет» и т. д. Хакеры также заявили, что если КНДР не подчинится их требованию, они будут вести против неё кибервойны.
- КНДР заявила, что будет перезагружать ядерный реактор, способный производить плутоний в ядерном научно-исследовательском центре в Йонбёне, который был закрыт после шестисторонних переговоров в 2007 году[35].

3 апреля
- Группа хакеров Anonymous заявила, что украли пароли всех 15000 пользователей в рамках кибервойны против КНДР[36]. Через несколько дней Anonymous заявили, что взломали основной сайт Uriminzokkiri, а также страницы Twitter и Flickr, представляющие данный веб-сайт.[37].
- КНДР закрыла доступ Южной Корее к промышленному району Кэсон, а работникам было разрешено покинуть район (большинство остались добровольно продолжать работу)[38]. Продолжавший свою работу промышленный регион Кэсон ранее рассматривался как признак того, что кризис не такой серьёзный, как предполагалось. The New York Times сообщила после закрытия, что «судьба Кэсона рассматривается как решающее испытание, как далеко Северная Корея готова зайти в реализации угроз против Юга. Продолжение этого кризиса часто рассматривается как признак того, что словесная воинственность Пхеньяна не обязательно соответствует его действию»[39]. Ранее Кэсон уже закрывался три раза в 2009 году[40].
- Пентагон отдал приказ развернуть усовершенствованную систему ПРО на Гуаме[41][42]. Эскадренный миноносец ВМС США USS Decatur (DDG-73), оснащенный системой противоракетной обороны Эгида, был направлен в заранее определённое место в западной части Тихого океана недалеко от Корейского полуострова, чтобы присоединиться к другому эсминцу USS John S. McCain (DDG-56) для выполнения миссии баллистической противоракетной обороны в ответ на растущую угрозу. Третий корабль, USS Fitzgerald (DDG-62), в случае необходимости также присоединится к миссии. Эти корабли вооружены противоракетной обороной SM-3, предназначенной для перехвата ракет на коротких расстояниях. Тем не менее, пресс-секретарь Министерства обороны США Джордж Литтл опроверг сообщения о том, что плавающий радар Х-диапазона используется для отслеживания ракет противника как часть системы противоракетной обороны, которая на данный момент развернута в водах Японии, заявив, что никаких решений не было сделано о том, что будет сделано с радаром, так как в море испытания в регионе завершились[43][44].
- Северокорейские военные заявили, что «ратифицированное» беспощадное нападение Соединённых Штатов может привести к «превентивному» ядерному удару и что война может разразиться «сегодня или завтра»[45].

4 апреля
КНДР передвинула ракеты средней дальности на восточное побережье, возможно, в рамках подготовки к учениям или тест-стрельбе. Многие страны, в частности Япония, Южная Корея и Соединённые Штаты, рассматривают этот шаг как продолжение попыток КНДР спровоцировать войну в начале 2013 года.
5 апреля

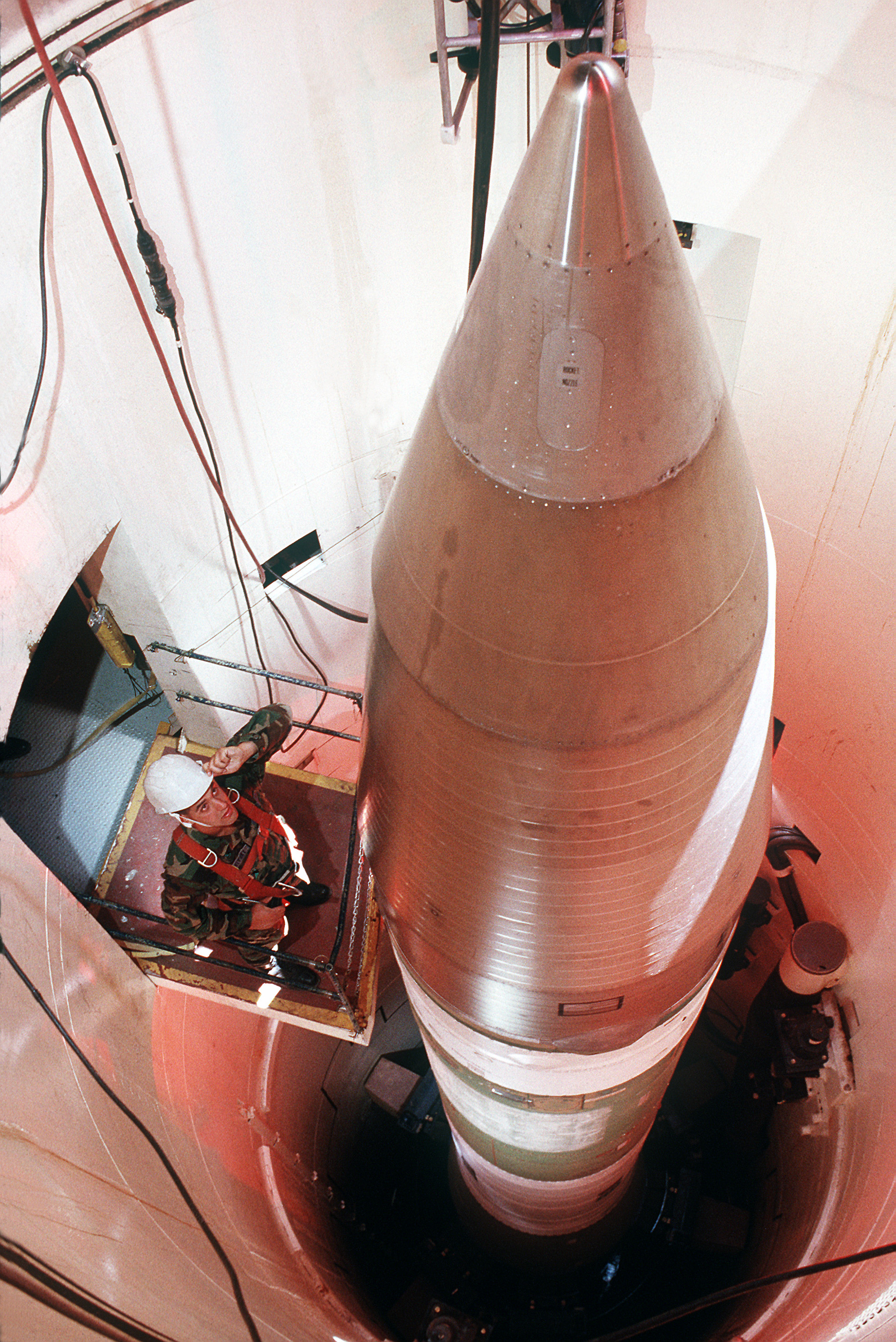
Испытательный пуск американской межконтинентальной баллистической ракеты Минитмен ІІІ был отменен в связи с событиями на Корейском полуострове.

- Несколько стран, в том числе Великобритания, Россия и Швеция (которые предоставляют ограниченные консульские услуги для США в КНДР[47]), были предупреждены со стороны КНДР о том, что они должны покинуть свои посольства. Однако Великобритания заявила, что они не планируют покидать страну[48]. Их предупредили о том, что после 10 апреля их посольство охраняться не будет[49][50].
- Южная Корея направила два эсминца класса «Король Сечжон» наблюдать за возможными местонахождением северокорейских ракет.[51][52]. Так как КНДР готовится к запуску ракет, а Южная Корея размещает эсминцы, напряжённость на Корейском полуострове остается в состоянии повышенной[53].
- Предвидя испытания северокорейских ракет, США развернули беспилотные летательные аппараты RQ-4 Global в Японии, чтобы повысить возможности наблюдения над КНДР. Global Hawk будут размещены на авиабазе Мисава на севере Японии. Американские военные уже сообщали Японии в прошлом месяце о планах развернуть БПЛА в период с июня по сентябрь, но могут перенести дату на более ранний срок, в случае подтверждения информации о подготовке КНДР к пуску ракет[27]. В тот же день в связи с нарастанием напряжённости акции KOSPI упали на 1,6 %[54].

6 апреля
МИД Германии заявило, что их посольство в Пхеньяне будет продолжать работать, но будет регулярно проверяться на безопасность. Соединённое Королевство заверило, что их посольство также остаётся в КНДР. Швеция с Францией заявили, что у них нет планов эвакуации. Тем не менее, Россия рассматривает возможность эвакуации персонала в связи с напряжённостью.
7 апреля
Пентагон объявил, что испытания МБР Минитмен III на авиабазе Ванденберг, которые были запланированы на 9 апреля, будут отложены. Тест не был связан с кризисом, но Соединённые Штаты решили повременить, «учитывая напряжённость на Корейском полуострове».
8 апреля
- КНДР запланировала вывести всех своих рабочих из промышленного региона Кэсон[57].
- У Южной Кореи появляются подозрения, что КНДР готовится к четвёртому ядерному испытанию[58].
- Министр обороны Японии Ицунори Онодэра дал приказ с 8 апреля сбивать любую северокорейскую ракету, которая направляется в сторону Японии. Также на пресс-конференции Ёсида Суга заявил, что Япония будет использовать систему перехвата баллистических ракет только для защиты территории Японии.
- Премьер-министр Японии Синдзо Абэ предложил правительству изменить своё толкование Конституции Японии таким образом, что можно будет перехватывать ракету, выпущенной по США, но консультативная группа Абе ещё обсуждают данные вопросы и правительство сохраняет свою текущую интерпретацию. Уничтожение ракет, направленных на США, подпадает под категорию коллективной самообороны, как это определено в Уставе Организации Объединённых Наций.[59][60].
- Группа Anonymous через взломанный аккаунт сайта Uriminzokkiri в твиттере сообщила о скором начале второго этапа операции «Северная Корея»[61].

9 апреля
- Утром северокорейские рабочие не вышли на работу в промышленном районе Кэсон[62]. Правительство КНДР вывели 50 000 рабочих из промышленного района Кэсон, который фактически прекратил свою работу[63].
- КНДР предупредила всех сотрудников иностранных компаний и туристов в Южной Корее об эвакуации, так как две страны оказались на грани ядерной войны[64].
- Генеральный секретарь кабинета министров Ёсида Суга сообщил, что Япония развернула три зенитных комплекса Patriot PAC-3 Японских Сил Самообороны в таких объектах, как Штаб-квартира Министерства обороны в Итигае, район Токио Синдзюку, лагере наземных сил самообороны Асака в Нэрима, и в лагере Нарасино в Фунабаси, префектура Тиба. Они были развёрнуты для защиты штаб-квартиры министерства и ключевых подразделений сил самообороны, а также центра столицы с учётом ограниченного радиуса действия ракеты, которая составляет около 30 км.

10 апреля
- КНДР заправила свои баллистические ракеты[65]. В ответ Южная Корея, США и Тайвань повысили свой уровень боевой готовности к «жизненной угрозе», второму самому высокому уровню[66].
- На странице города Йокогама (Япония) в Твиттере ошибочно сообщили о запуске ракеты из КНДР, вызвав тем самым панику в городе[67][68].
- КНДР прекратила действия туристических туров из Китая, однако деловые поездки разрешили продолжить.[69].
- Военный колледж армии США провели военные игры, в которых они должны были взять под контроль ядерный арсенал после падения «Северного Браунлэнда», вымышленной страны, которая выступала в качестве псевдонима для КНДР. Итоги игры оказались неутешительными: чтобы закрепиться на территории страны, двум дивизиям (порядка 30 тысяч солдат и офицеров) потребовалось 56 дней, а для захвата ядерного арсенала нужно не менее 90 тысяч солдат.[70].

11 апреля
- Одна из северокорейских ракет стала в вертикальное положение, считается, что она готова к запуску[71]. В течение ночи северокорейские войска меняли местоположения ракет несколько раз с целью маскировки. Позже американский чиновник заявил, что ракета была заправлена до подготовок к её запуску[72].
- Обнародован доклад РУМО, в котором опубликовали информацию о том, что КНДР смогла получить знания, необходимые для создания баллистических ракет, способных нести ядерное оружие[73].

12 апреля
- Министерство обороны Южной Кореи выразило сомнение в том, что КНДР может запускать ядерные баллистические ракеты, как утверждается в докладе РУМО.
- КНДР пообещала уничтожить Японию, если она продолжит считать её угрозой. Официальные круга Японии заявили, что страна готова защитить себя от любого нападения[74]. Также Япония заявила, что комплексы Пэтриот, развёрнутые на Окинаве, будут находиться там постоянно[75].
- Государственный секретарь США Джон Керри посетил Южную Корею, Японию и Китай и сообщил, что США будут защищать своих союзников[76].

13 апреля
- Филиппины предложили США использовать свою военную базу в Маниле на случай войны против КНДР[77].
- США и Китай договорились, что КНДР должна стать безъядерной державой и что должны быть проведены мирные переговоры с Ким Чен Ыном[78][79][80].
- В Осаке ошибочно передали по электронной почте информацию 87 японским аэропортам о том, что северокорейские ракеты были запущены, вместо информации о землетрясении магнитудой 6.3 балла, которое произошло на западе Японии[81].
- Полиция Южной Кореи остановила северокорейских перебежчиков, а Сеул вместе с общественной организацией распространила[что?] по всей корейской границе листовки, направленные против Пхеньяна. КНДР заявила, что Южная Корея обязательно встанет перед лицом «катастрофической ситуации»[82][83].

14 апреля
- Власти КНДР отвергли предложение Республики Корея о проведении переговоров относительно сотрудничества двух стран в промышленном районе Кэсон. Пхеньян, который ранее заявил о закрытии индустриальной зоны, назвал инициативу Сеула «пустой и бессмысленной».[84][85][86][87].
- Гос.секретарь Керри заявил, что Соединённые Штаты будут общаться непосредственно с КНДР, если она остановит свою ядерную программу[88][89].

15 апреля
- КНДР заявила, что готова восстановить мирные отношения, при условии, что её статус как ядерной державы не будет оспариваться[90].
- Бывший японский министр обороны Сигэру Исиба заявил, что Япония должна иметь право нанесения превентивного удара по КНДР в случае угрозы[91].
- Верховное командование КНДР предъявило ультиматум Южной Корее, потребовав от неё прекратить враждебную деятельность, направленную против Пхеньяна. Преступлением, как уточняется в тексте заявления, КНДР считает акцию южнокорейских активистов, которые 15 апреля, в день 101-й годовщины со дня рождения основателя КНДР Ким Ир Сена, сожгли в Сеуле его портрет, а также портреты его сына Ким Чен Ира и действующего главы страны Ким Чен Ына. Согласно тексту ультиматума, в случае новых оскорблений со стороны «южнокорейских марионеток» КНДР будет атаковать своих врагов без предупреждения. Также КНДР заявила, что, если Южная Корея хочет наладить диалог между странами, она должна принести извинения за свои «оскорбительные действия».[92].
- КНДР пригрозила, что она будет атаковать Южную Корею без предупреждения[93].
- Соединённые Штаты подняли со дна океана часть северокорейской ракеты Кванмёнсон-3[94][95].

16 апреля
КНДР во вторник вновь выступила с угрозами нанесения мощного удара по Югу. «Военная демонстрация мощи революционных вооруженных сил КНДР выльется в мощный удар, как кувалдой, который не оставит ничего от всех враждебных сил, которые покушаются на честь и достоинство высшего руководства КНДР», — говорится в ультиматуме военного командования КНДР, распространенном по каналам Центрального телеграфного агентства Кореи (ЦТАК).

### Май
7 мая
КНДР вывезла баллистические ракеты с пусковой площадки на восточном побережье страны, куда они были переброшены в начале апреля для предположительного испытания.
13 мая
Стало известно о том, что Ким Чен Ыном был назначен новый министр обороны — генерал-полковник Вооруженных сил КНДР Чжан Чжон Нам. Как отмечают южнокорейские эксперты, новое назначение можно рассматривать как попытку Ким Чен Ына снизить возникшую в последнее время напряжённость между КНДР и Южной Кореей. Бывшего министра, генерала Ким Кёк Сика, специалисты характеризовали как сторонника «жёсткой линии».
18 мая
Министерство обороны Южной Кореи сообщило о том, что КНДР провела испытания трех ракет малой дальности. Запуск ракет был произведен утром с восточного побережья Корейского полуострова в Японское море. В заявлении южнокорейского военного ведомства также было отмечено, что Вооружённые Силы Республики Корея внимательно следят за ситуацией у соседей и сохраняют режим повышенной готовности.
19 мая
КНДР запускает ещё одну ракету малой дальности. В то же время, генеральный секретарь ООН Пан Ги Мун поприветствовал снижение напряжённости на полуострове и отметил, что рассчитывает на помощь России в диалоге с КНДР. Южнокорейские военные размещают на островах Пэннэдо и Ёнпхондо ракеты «Спайк».
20 мая
Запущена ещё одна ракета КНДР — пятая за три дня. При этом Пхеньян пояснил, что пуски — часть плановых войсковых учений.
29 мая
КНДР предложила Южной Корее подписать мирный договор вместо действующего соглашения о перемирии, заключённого после окончания Корейской войны 1950-53 годов, сообщает газета «Нодон синмун», которая является официальным органом правящей партии КНДР.

### Июнь
3 июня
Чхо Дэ Ён, недавно назначенный руководителем делегации Республики Корея на переговорах по денуклеаризации на Корейском полуострове заявил о том, что шестисторонние переговоры не возобновятся до тех пор, пока КНДР не сменит свой курс на реализацию программ создания ядерного оружия.
8 июня
- КНДР приняла предложение Южной Кореи провести переговоры на рабочем уровне в ближайшее воскресенье в пограничном пункте Пханмунджом в демилитаризованной зоне, где в 1953 году было подписано Корейское соглашение о перемирии.
- КНДР в 14:00 по местному времени вновь открыла канал связи с Южной Кореей[104].

30 июня
КНДР разместила модернизированную артиллерию на границе с Южной Кореей.

### Август
14 августа
Делегаты от обеих стран подписали план из пяти пунктов в отношении возобновления совместной деятельности в Промышленном регионе Кэсон.

## Примечание
1. ↑  Abe ordena adoptar "todas las medidas posibles" para defender a Japón de las amenazas norcoreanas (6 апреля 2013). Дата обращения: 11 апреля 2013. Архивировано 19 апреля 2013 года.
2. ↑  Mark Kenny. Gillard set to raise Korean missile crisis in Asia talks. Smh.com.au (6 апреля 2013). Дата обращения: 9 апреля 2013. Архивировано 19 апреля 2013 года.
3. ↑  Mark Kenny and David Wroe (5 апреля 2013). Korean missile crisis. WAtoday. Архивировано 6 апреля 2013. Дата обращения: 9 апреля 2013.
4. 1 2  MacAskill, Ewen. US warns North Korea of increased isolation if threats escalate further. The Guardian (29 марта 2013). Дата обращения: 5 апреля 2013. Архивировано 19 апреля 2013 года.
5. ↑  Чвэ Гван Хо. Успешный запускк ИСЗ «Кванмёнсон-3» №2 (рус. ) // Корея : журнал. — 2013. — Январь (№ 682). — С. 2-5. — ISSN 1727-9194.
6. ↑  Армия и народ Пхеньяна празднуют успешный запуск спутника. ЦТАК. 2012-02-14. Архивировано 2024-08-141. {{cite news}}: Проверьте значение даты: |archive-date= (справка)
7. ↑  МИД КНДР (24 января 2013). Глава МИД КНДР опровергает «резолюцию» СБ ООН, осуждающую КНДР за запуск спутника. ЦТАК. Архивировано 23 июля 2013.
8. ↑  Государственный Комитет Обороны КНДР (24 января 2013). ГКО КНДР обещает начать полномасштабные действия по защите суверенитета страны. ЦТАК. Архивировано 6 февраля 2013.
9. ↑  Газета "Нодон синмун" (24 февраля 2013). «Нодон синмун» обвиняет США в создании угрозы миру и безопасности. ЦТАК. Архивировано 12 октября 2014.
10. ↑  New Year Address Made by Kim Jong Un Архивировано 16 апреля 2013 года.
11. ↑  Lucy Williamson. North Korea's Kim Jong-un makes rare new year speech. Bbc.co.uk (1 января 2013). Дата обращения: 5 апреля 2013. Архивировано 19 апреля 2013 года.
12. ↑  Sanger, David (24 января 2013). North Korea Issues Blunt New Threat to United States. The New York Times. Архивировано 24 января 2013. Дата обращения: 24 января 2013.
13. ↑  Exclusive: North Korea tells China of preparations for fresh nuclear test - source | Reuters. Reuters. Дата обращения: 9 апреля 2013. Архивировано 19 апреля 2013 года.
14. ↑  Korean Armistice Agreement Will No Longer Exist: Rodong Sinmun. KCNA. 7 марта 2013. Архивировано 12 марта 2013. Дата обращения: 21 марта 2013.
15. ↑  U.S. nukes to remain in South. JoongAng Ilbo. 12 марта 2013. Архивировано 15 марта 2013. Дата обращения: 21 марта 2013.
16. ↑  Choe Sang-Hun (21 марта 2013). North Korea Threatens U.S. Military Bases in the Pacific. New York Times. Архивировано 21 марта 2013. Дата обращения: 21 марта 2013.
17. 1 2  North Korea ends peace pacts with South. BBC News. Архивировано 11 марта 2013. Дата обращения: 8 марта 2013.
18. 1 2  North Korea ends armistice with South amid war games on both sides of border. The Guardian. 11 марта 2013. Архивировано 7 июня 2013. Дата обращения: 14 марта 2013.
19. 1 2  North Korea cuts peace hotline as South begins military drills. The Guardian. 11 марта 2013. Архивировано 14 марта 2013. Дата обращения: 14 марта 2013.
20. ↑  Lucy Williamson. US-South Korea drills begin amid North Korea tensions. Bbc.co.uk (11 марта 2013). Дата обращения: 5 апреля 2013. Архивировано 19 апреля 2013 года.
21. ↑  Chang-Won, Lim; Lim Chang-Won, Lim. [North Korea confirms end of war armistice North Korea confirms end of war armistice]. AFP. Дата обращения: 23 марта 2013.
22. ↑  Lawrence, Chris. U.S. to beef up missile defense against North Korea, Iran. CNN (16 марта 2013). Дата обращения: 6 апреля 2013. Архивировано 19 апреля 2013 года.
23. ↑  Missile Defense Announcement as Delivered by Secretary of Defense Chuck Hagel. U.S. Department of Defense (15 марта 2013). Дата обращения: 7 апреля 2013. Архивировано 19 апреля 2013 года.
24. ↑  Obama's North Korean And Iranian Missile Defense Trajectories: Course Corrections; Russian Re-Set Dud. Forbes (24 марта 2013). Дата обращения: 7 апреля 2013. Архивировано 19 апреля 2013 года.
25. ↑  AFP (28 марта 2013). North Korea cuts off contact with South. The Australian. Архивировано 27 марта 2013. Дата обращения: 28 марта 2013.
26. ↑  Choe Sang-Hun (27 марта 2013). North Korea Cuts Off the Remaining Military Hot Lines With South Korea. The New York Times. Архивировано 31 марта 2013. Дата обращения: 28 марта 2013.
27. 1 2  US Reinforcing Pacific Defenses to Counter North Korean Threats. Defense-Update.com. 6 апреля 2013. Архивировано 9 апреля 2013. Дата обращения: 6 апреля 2013.
28. ↑  Japan to deploy destroyers, missile batteries ahead of North Korea's planned rocket launch. Stars and Stripes. 26 марта 2013. Архивировано 11 декабря 2013. Дата обращения: 9 апреля 2013.
29. ↑  Williamson, Lucy. North Korea enters 'state of war' with South. Seoul: BBC (30 марта 2013). Дата обращения: 5 апреля 2013. Архивировано 19 апреля 2013 года.
30. 1 2  North Korea says it is ready to launch strike against US bases. The Guardian. 29 марта 2013. Архивировано 2 апреля 2013. Дата обращения: 30 марта 2013.
31. ↑  North Korea enters 'state of war' with South. BBC. 30 марта 2013. Архивировано 3 мая 2020. Дата обращения: 30 марта 2013.
32. ↑  US warns North Korea of increased isolation if threats escalate further. The Guardian. 29 марта 2013. Архивировано 5 апреля 2013. Дата обращения: 30 марта 2013.
33. ↑  U.S. F-22 stealth jets join South Korea drills amid saber-rattling. Reuters. 31 марта 2013. Архивировано 5 апреля 2013. Дата обращения: 6 апреля 2013.
34. ↑  Exercise 'Foal Eagle' features in efforts to deter North Korea. Janes. 4 апреля 2013. Архивировано 11 сентября 2019. Дата обращения: 6 апреля 2013.
35. ↑  North Korea vows to restart Yongbyon nuclear complex, capable of making bomb's worth of plutonium per year. CBS News (2 апреля 2013). Архивировано 19 апреля 2013 года.
36. ↑  Graziano, Dan. Anonymous threatens cyberwar on North Korea, steals 15,000 passwords. BRG News. Yahoo! News (3 апреля 2013). Дата обращения: 3 апреля 2013. Архивировано 19 апреля 2013 года.
37. ↑  Pro-North Korea website Uriminzokkiri hacked. GlobalPost (4 апреля 2013). Дата обращения: 9 апреля 2013. Архивировано 19 апреля 2013 года.
38. ↑  North Korea blocks South workers from Kaesong zone. BBC (3 апреля 2013). Архивировано 19 апреля 2013 года.
39. ↑  North Korea Threatens to Close Factories It Runs With South. New York Times. 30 марта 2013. Архивировано 22 сентября 2015. Дата обращения: 28 сентября 2017.
40. ↑  北, 2009, three times in the Kaesong Industrial Complex and the passage blocked. NAVER. Дата обращения: 5 апреля 2013. Архивировано 19 апреля 2013 года.
41. ↑  U.S. sending defensive missiles to Guam. CNN (3 апреля 2013). Дата обращения: 5 апреля 2013. Архивировано 19 апреля 2013 года.
42. ↑  MacAskill, Ewen; Justin McCurry.: . North Korea nuclear threats prompt US missile battery deployment to Guam. The Guardian (3 апреля 2013). Дата обращения: 5 апреля 2013. Архивировано 19 апреля 2013 года.
43. ↑  Mitchell, Andrea; Jim Miklaszewski and Ian Johnston.: . North Korea suspends entry by South Koreans to Kaesong industrial zone. NBCNews.com (2 апреля 2013). Дата обращения: 6 апреля 2013. Архивировано 19 апреля 2013 года.
44. ↑  U.S. deploys warship as tensions over North Korea rise. Reuters (2 апреля 2013). Дата обращения: 6 апреля 2013. Архивировано 19 апреля 2013 года.
45. ↑  North Korea warns of merciless nuclear strike. Sky News. Архивировано 19 апреля 2013 года.
46. ↑  Gale, Alastair. North Korea Moves Missile to Its East Coast. Wall Street Journal. The Wall Street Journal (4 апреля 2013). Архивировано 19 апреля 2013 года.
47. ↑  Korea, Democratic People's Republic of Country Specific Information. U.S. Department of State, Bureau of Consular Affairs. Архивировано 19 апреля 2013 года.
48. ↑  'No plans to withdraw' UK diplomats from North Korea. BBC News (5 апреля 2013). Архивировано 19 апреля 2013 года.
49. ↑  North Korea warns it cannot protect embassies after April 10 | NDTV.com. Дата обращения: 9 апреля 2013. Архивировано 19 апреля 2013 года.
50. ↑  North Korea: Foreign embassy staff may not be safe if there's war. nbcnews.com. Архивировано 19 апреля 2013 года.
51. ↑  Embassies face decisions as tensions rise in North Korea. CNN (5 апреля 2013). Дата обращения: 6 апреля 2013. Архивировано 19 апреля 2013 года.
52. ↑  South Korean Destroyers Watch for Possible North Korean Missile Launch. Navaltoday.com (5 апреля 2013). Дата обращения: 6 апреля 2013. Архивировано 19 апреля 2013 года.
53. ↑  Mullen, Jethro; Barbara Starr and Laura Smith-Spark.: . Embassies face decisions as tensions rise in North Korea. CNN (5 апреля 2013). Дата обращения: 6 апреля 2013. Архивировано 19 апреля 2013 года.
54. ↑  Smith, Aaron. North Korea rhetoric wreaks havoc on Seoul markets. New York: CNNMoney.com (5 апреля 2013). Дата обращения: 6 апреля 2013. Архивировано 19 апреля 2013 года.
55. ↑  Brumfield, Ben; Barbara Starr.: . Diplomatic and missile drama in North Korea. CNN (6 апреля 2013). Дата обращения: 6 апреля 2013. Архивировано 19 апреля 2013 года.
56. ↑  Lawrence, Chris; Chelsea Carter.: . Official: U.S. delays missile test to avoid 'misperceptions' by North Korea. CNN (7 апреля 2013). Дата обращения: 7 апреля 2013. Архивировано 19 апреля 2013 года.
57. ↑  Twitter / YonhapNews: (URGENT) N. Korea to withdraw. Twitter.com. Дата обращения: 9 апреля 2013. Архивировано 18 января 2014 года.
58. ↑  Activity at North's nuke test site-INSIDE Korea JoongAng Daily. Koreajoongangdaily.joinsmsn.com (10 января 2013). Дата обращения: 9 апреля 2013. Архивировано 19 апреля 2013 года.
59. ↑  Japan's AEGIS Destroyers Ordered to Shoot Down North Korean Missiles Overflying Japan. Defense-Update.com. 9 апреля 2013. Архивировано 11 апреля 2013. Дата обращения: 9 апреля 2013.
60. ↑  PAC-3 batteries deployed as North Korea threatens missile launch. The Japan Times. 9 апреля 2013. Архивировано 11 апреля 2013. Дата обращения: 9 апреля 2013.
61. ↑  OpNorthKorea is still to come. Another round of attack on N.Korea will begin soon. (7 апреля 2013). Дата обращения: 10 апреля 2013. Архивировано 22 апреля 2013 года.
62. ↑  Christine Kim (9 апреля 2013), North Korea workers don't report for work at joint industrial park: report, Seoul: Reuters, Архивировано 12 апреля 2013, Дата обращения: 9 апреля 2013 Источник. Reuters. Дата обращения: 28 сентября 2017. Архивировано 12 апреля 2013 года.
63. ↑  N. Korea Urgers Foreigners to Flee From S. Korea. The Express. 10 апреля 2013. p. 6. {{cite news}}: |format= требует |url= (справка)
64. ↑  The Associated Press. North Korea urges foreigners to leave South Korea - World - CBC News. Cbc.ca. Дата обращения: 9 апреля 2013. Архивировано 19 апреля 2013 года.
65. ↑  North Korea fuels ballistic missile, ready for launch : The Voice of Russia: News, Breaking news, Politics, Economics, Business, Russia, International current events, Expert o … Дата обращения: 14 апреля 2013. Архивировано 19 апреля 2013 года.
66. ↑  South Korea raises alert before expected North Korea missile test - Channel NewsAsia. Дата обращения: 14 апреля 2013. Архивировано 19 апреля 2013 года.
67. ↑  Yokohama misfires tweet about North Korea missile launch | Internet & Media - CNET News. Дата обращения: 14 апреля 2013. Архивировано 19 апреля 2013 года.
68. ↑  False alarm on the North Korean missile launch prompts panic in Japan : The Voice of Russia: News, Breaking news, Politics, Economics, Business, Russia, International current … Дата обращения: 14 апреля 2013. Архивировано 19 апреля 2013 года.
69. ↑  North Korea closes China border to tourists (10 апреля 2013). Дата обращения: 14 апреля 2013. Архивировано 19 апреля 2013 года.
70. ↑  War game plays out poorly – CNN Security Clearance - CNN.com Blogs. Дата обращения: 14 апреля 2013. Архивировано 19 апреля 2013 года.
71. ↑  N. Korea may be able to deliver nuke, Pentagon intel says - CNN.com. CNN (11 апреля 2013). Дата обращения: 14 апреля 2013. Архивировано 19 апреля 2013 года.
72. ↑  N. Korea may be able to deliver nuke, Pentagon intel says - CNN.com (11 апреля 2013). Дата обращения: 14 апреля 2013. Архивировано 19 апреля 2013 года.
73. ↑  Pentagon report shows N. Korea capable of arming missile with nuke, officials downplay finding | Fox News. Fox News. Дата обращения: 14 апреля 2013. Архивировано 19 апреля 2013 года.
74. ↑  North Korea threatens nuclear strike on Tokyo if Japan intercepts missile - The Japan Daily Press. Дата обращения: 14 апреля 2013. Архивировано 19 апреля 2013 года.
75. ↑  Japan vows response to 'any scenario' after nuclear threat - The Economic Times. Дата обращения: 14 апреля 2013. Архивировано 19 апреля 2013 года.
76. ↑  Kerry in Seoul as Korea tensions simmer - Asia-Pacific - Al Jazeera English. Дата обращения: 14 апреля 2013. Архивировано 19 апреля 2013 года.
77. ↑  Manila offers US its military bases in case of N Korea war – The Express Tribune (13 апреля 2013). Дата обращения: 14 апреля 2013. Архивировано 19 апреля 2013 года.
78. ↑  U.S., China agree on Korean denuclearization | Reuters. Reuters. Дата обращения: 14 апреля 2013. Архивировано 19 апреля 2013 года.
79. ↑  U.S., China agree to rid North Korea of nuclear weapons - The Globe and Mail. The Globe and Mail. Дата обращения: 14 апреля 2013. Архивировано из оригинала 14 апреля 2013 года.
80. ↑  China, United States to work together to calm down North Korea - CNN.com. CNN (13 апреля 2013). Дата обращения: 14 апреля 2013. Архивировано 19 апреля 2013 года.
81. ↑  Japan official sends false N Korean missile alert - ABC News (Australian Broadcasting Corporation). ABC News (13 апреля 2013). Дата обращения: 14 апреля 2013. Архивировано 19 апреля 2013 года.
82. ↑  N. Korea warns against Seoul activists releasing propaganda leaflets | YONHAP NEWS. Дата обращения: 14 апреля 2013. Архивировано 19 апреля 2013 года.
83. ↑  S Korean police stop anti-North leaflet launch - Channel NewsAsia. Дата обращения: 14 апреля 2013. Архивировано 19 апреля 2013 года.
84. ↑  Пхеньян отверг предложение Сеула о переговорах. Дата обращения: 14 апреля 2013. Архивировано 15 апреля 2013 года.
85. ↑  Post to Facebook. North Korea rejects South Korea's calls for talks. Usatoday.com. Дата обращения: 14 апреля 2013. Архивировано 19 апреля 2013 года.
86. ↑  N Korea dismisses South's dialogue offer on Kaesong. Channel NewsAsia. Дата обращения: 14 апреля 2013. Архивировано 19 апреля 2013 года.
87. ↑  The Korea Herald-mobile. M.koreaherald.com (14 апреля 2013). Дата обращения: 14 апреля 2013. Архивировано 19 апреля 2013 года.
88. ↑  Allam, Hannah. Kerry: U.S. will talk directly to North Korea if it ends nuclear arms program | McClatchy. Mcclatchydc.com. Дата обращения: 15 апреля 2013. Архивировано 19 апреля 2013 года.
89. ↑  On North Korea's big day, Kerry underlines conditions for talks. CNN.com (15 апреля 2013). Дата обращения: 15 апреля 2013. Архивировано 19 апреля 2013 года.
90. ↑  Published time: April 14, 2013 18:37. North Korea ready to develop relations, ensure stability 'as a responsible nuke state' — RT News. Rt.com (5 апреля 2013). Дата обращения: 15 апреля 2013. Архивировано 17 апреля 2013 года.
91. ↑  The Chosun Ilbo (English Edition): Daily News from Korea - Japan Claims Right to Pre-Emptive Strike on N.Korea. English.chosun.com. Дата обращения: 15 апреля 2013. Архивировано 18 апреля 2013 года.
92. ↑  КНДР объявила ультиматум Южной Корее. Дата обращения: 16 апреля 2013. Архивировано 17 апреля 2013 года.
93. ↑  North Korea threatens to strike without warning. CNN.com. Архивировано 18 апреля 2013. Дата обращения: 16 апреля 2013.
94. ↑  Exclusive: U.S. Recovered North Korean Rocket Head — The Daily Beast. Thedailybeast.com (15 апреля 2013). Дата обращения: 15 апреля 2013. Архивировано 19 апреля 2013 года.
95. ↑  How North Korea Tipped Its Hand - Yahoo! News (15 апреля 2013). Дата обращения: 18 апреля 2013. Архивировано 20 апреля 2013 года.
96. ↑  http://www.interfax.ru/world/txt.asp?id=301789 Архивная копия от 16 апреля 2013 на Wayback Machine КНДР: угрозы за провокации
97. ↑  http://ria.ru/defense_safety/20130507/936158264.html#ixzz2ScNbHuXk Архивная копия от 7 мая 2013 на Wayback Machine КНДР вывела из режима боеготовности ракеты на востоке страны
98. ↑  http://ria.ru/world/20130519/938159693.html. РИА Новости (19 мая 2013). Дата обращения: 20 мая 2013. Архивировано 19 мая 2013 года.
99. ↑  Пан Ги Мун о снижении напряженности и активизации диалога с КНДР | РИА Новости. Дата обращения: 20 мая 2013. Архивировано 20 мая 2013 года.
100. ↑  Южная Корея разместила ракеты для защиты пограничных с КНДР островов. Дата обращения: 20 мая 2013. Архивировано 20 мая 2013 года.
101. ↑  Пуски ракет являются частью плановых военных учений КНДР. РИА Новости (20 мая 2013). Дата обращения: 20 мая 2013. Архивировано 21 мая 2013 года.
102. ↑  КНДР предложила подписать мирный договор с Южной Кореей — Новости Политики — Новости@Mail.Ru. Дата обращения: 4 июня 2013. Архивировано из оригинала 14 июня 2013 года.
103. ↑  Сеул не пойдёт на переговоры с КНДР, пока Пхеньян не откажется от программ разработки ядерного оружия. // Mail.Ru. Дата обращения: 4 июня 2013. Архивировано из оригинала 19 декабря 2013 года.
104. ↑  КНДР согласилась провести переговоры с Южной Кореей 9 июня. // Mail.Ru. Дата обращения: 8 июня 2013. Архивировано из оригинала 19 декабря 2013 года.
105. ↑  КНДР размещает модернизированную артиллерию на границе с Южной Кореей Архивная копия от 3 июля 2013 на Wayback Machine // РИА Новости
106. ↑  Rick Wallace (15 августа 2013). Koreas reach deal to reopen Kaesong. The Australian. Архивировано 15 мая 2014. Дата обращения: 15 августа 2013.